# 2002년 대한민국의 영화
다음은 2002년에 대한민국의 영화에 관한 서술한다.

## 흥행 주요 기록
흥행 당시에 1위 〈가문의 영광〉이 관객수 전국 520만명을 넘었다. 앞서 2위 〈집으로...〉(419만명), 3위 〈색즉시공〉(408만명), 4위 〈광복절 특사〉 (310만명), 5위 〈공공의 적〉 (303만명), 6위 〈폰〉 (260만명), 7위 〈몽정기〉 (245만명), 8위 〈2009 로스트 메모리즈〉(230만명), 9위 〈챔피언〉(180만명), 10위 〈품행제로〉 (169만명) 등은 흥행이 차지하였다.

## 이벤트 및 수상
- 제38회 백상예술대상
- 제6회 부천국제판타스틱영화제
- 제7회 부산국제영화제
- 제39회 대종상 영화제
- 제22회 한국영화평론가협회상
- 제23회 청룡영화상
- 제25회 황금촬영상
- 송년호 발행 : 씨네21 영화상

## 같이 보기
- 2000년 영화
- 대한민국의 영화